# Wilhelm Stettner
Wilhelm Stettner (* 24. April 1868 in Windsbach; † 11. Januar 1947 in Fürth) war ein deutscher Kommunalpolitiker.

## Werdegang
Stettner war ab 1888 hauptamtlicher Marktschreiber von Zirndorf und später Gemeinde- bzw. Stadtsekretär. Am 1. Januar 1919 wurde der parteilose Stettner zum ersten berufsmäßigen Bürgermeister von Zirndorf gewählt.
In seiner Amtszeit wurde in Zirndorf die Hausnummerierung eingeführt, nachdem solche Planungen wegen des großen Verwaltungsaufwandes wiederholt aufgeschoben worden waren. Stettner engagierte sich zudem für die Ansiedlung eines Gas- und eines Elektrizitätswerks und sorgte für zentrale Wasserleitungen.
Zum 31. März 1924 ging Stettner in Pension. Bis zum Ende des Jahres übernahm der 2. Bürgermeister Anton Emmerling (1873–1942) als Verweser das Amt des 1. Bürgermeisters, 2025 trat der Jurist Hanns Beer (1883–1960) regulär Stettners Nachfolge an.
Wilhelm Stettner wurde auf dem Evangelischen Friedhof Zirndorf bestattet. Sein Grab wurde 2014 aufgelassen, nachdem der Stadtrat beschlossen hatte, die Nutzungsgebühren nicht mehr zu tragen. Eine Gedenktafel befindet sich an der Grabstätte des Landtagsabgeordneten Georg Klampfer.